# Martin Matsbo
Martin Matsbo (n. 4 octombrie 1911, Hedemora, Comitatul Dalarna, Suedia – d. 6 septembrie 2002, Södertälje, comitatul Stockholm, Suedia) a fost un schior de fond suedez, medaliat olimpic. A participat la o ediție a Jocurilor Olimpice (1936) în care a câștigat o medalie de bronz.

## Participări
Lista de mai jos prezintă principalele competiții la care a participat Martin Matsbo de-a lungul carierei.
- cross-country skiing at the 1936 Winter Olympics – men's 4 × 10 km relay[*]